# Teo Olivares
Teo Oliveira (nascido em 19 de abril, 1990 em Medford, Oregon) é um ator norte-americano que é conhecido por seu papel como um dos Billy Loomer s backups ', de compadrio, de Ned's Declassified School Survival Guide. Ele também fez diversas outras aparições. Ele também é conhecido como Matthew "Teo" Olivares.

## Filmografia
- O lendário
- NCIS
- Legally Blondes
- Standoff
- Hannah Montana
- Ned's Declassified School Survival Guide
- Zoey 101
- Frenching
- Still Standing[1]